# Douglas Corrigan

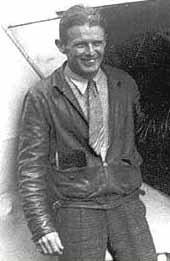
Douglas Corrigan

Douglas Corrigan (* 22. Januar 1907 in Galveston, Texas; † 9. Dezember 1995 in Santa Ana, Kalifornien) war ein US-amerikanischer Pilot, der nach einem Transatlantikflug 1938 als Wrong Way Corrigan („Falsche-Richtung-Corrigan“) bekannt wurde.

## Leben
Corrigan war Flugzeugmechaniker und als Mitarbeiter von Ryan Aeronautical einer der Erbauer von Charles Lindberghs Flugzeug Spirit of St. Louis. Nach Lindberghs erstem Transatlantikflug wollte Corrigan ebenfalls einen solchen Flug unternehmen; als Ziel schwebte ihm Irland vor, die Heimat seiner Vorfahren. Seit 1933 flog er eine Curtiss Robin OX-5. Er galt als ein wagemutiger Flieger, und sein Arbeitgeber verbot ihm mehrmals seine akrobatischen Manöver.
Nach einem 17-stündigen Flug über den nordamerikanischen Kontinent vom kalifornischen Long Beach nach New York City am 8. Juli 1938 sollte er am 17. Juli 1938 wieder nach Long Beach zurückfliegen. Er flog jedoch vom Flugplatz Floyd Bennett Field, Brooklyn, in Richtung Europa und kam nach 28 Stunden auf dem Flughafen Baldonnel im Südwesten der irischen Hauptstadt Dublin an. Später behauptete er, dass ein Navigationsfehler an dem ungenehmigten Transatlantikflug schuld gewesen sei: Dichte Wolken und schwierige Lichtverhältnisse hätten dazu geführt, dass er seinen Kompass falsch abgelesen habe. Diese Darstellung ist jedoch wenig glaubhaft, da er schon verschiedene technische Änderungen an seinem Eindecker vorgenommen hatte, um ihn für einen Transatlantikflug vorzubereiten, und er bereits zwischen 1935 und 1937 mehrmals erfolglos nach einer Genehmigung für einen Nonstopflug nach Europa ersucht hatte. Sein „Navigationsfehler“ war daher wohl eher ein absichtlicher Protest gegen eine Verwaltungsbürokratie, die ihn an der Erfüllung seines großen Traums hinderte. Corrigan gab jedoch nie öffentlich zu, dass er absichtlich nach Irland geflogen sei.
Corrigan und sein Flugzeug kehrten per Dampfschiff nach New York zurück. Obwohl er zahlreiche Gesetze gebrochen hatte, wurde ihm nur eine milde Strafe zuteil: Seine Fluglizenz wurde für zwei Wochen eingezogen. Nach seiner Rückkehr feierten die New Yorker ihn mit einer Konfettiparade, an der mehr Zuschauer teilnahmen als an der Parade nach Charles Lindberghs großem Triumph. Corrigan war jedoch enttäuscht, dass sein großes Vorbild Lindbergh seine Leistung nicht würdigte.
Schnell wurde er als „Wrong Way Corrigan“ bekannt; dieser Spitzname fand in den USA sogar als Redewendung Eingang in den allgemeinen Sprachgebrauch. Noch im Jahr seines Flugs schrieb er seine Autobiographie That’s My Story, die im Dezember 1938 erschien. Auch Merchandising-Produkte wie eine rückwärtsgehende Uhr brachte er heraus. 1939 spielte er sich selbst in dem Kinofilm The Flying Irishman.
Im Zweiten Weltkrieg arbeitete Corrigan als Testpilot für das amerikanische Militär und flog für das U.S. Army Ferry Command. Nach dem Krieg war er Pilot bei einer kleinen kalifornischen Fluggesellschaft. 1946 kandidierte er in Kalifornien für die konservativ-christliche Prohibition Party für einen Sitz im US-Senat, erhielt jedoch weniger als zwei Prozent der Stimmen. 1950 ließ er sich in Santa Ana nieder und widmete sich fortan dem Orangen-Anbau. Dort starb er 1995.

## Film
- The Flying Irishman. 1939 (mit Corrigan in der Hauptrolle)

## Schriften
- That’s My Story. E. P. Dutton & Co., New York 1938 / Robert Hale, London 1939.
- Boston’s Logan International Airport, gateway to New England. In: Airliners, the world’s airline magazine. ISSN 0896-6575, Vol. 77 (Sept./Oct. 2002), S. 32–43.
- Vorwort zu: Walt Bohrer, Ann Bohrer: Tales Up! Aero Publishing, Fallbrook CA 1971, ISBN 0-8168-8800-0 bzw. ISBN 0-8168-8804-3.